# محمدجعفر منتظری
محمدجعفر منتظری (زاده بهمن ۱۳۲۷، قم)، روحانی، سیاستمدار و قاضی اهل ایران، رئیس دیوان عالی کشور و رئیس دادگاه ویژه روحانیت است.
وی دادستان کل کشور از ۱۳۹۵ تا ۱۴۰۲، از اعضای مؤسس سازمان قضایی نیروهای مسلح، معاون امور مجلس وزیر دادگستری در سال ۱۳۶۸، معاون اول دادستان کل کشور؛ در زمان عبدالنبی نمازی و قربانعلی دری نجف‌آبادی و مشاور رئیس قوه قضائیه در زمان تصدی سید محمود هاشمی شاهرودی بوده‌است. او توسط دولت آمریکا به علت «نقض حقوق بشر در اعتراضات ۱۴۰۱» و توسط بریتانیا در واکنش به اعدام علیرضا اکبری تحریم شده‌است.

## اوایل زندگی
محمدجعفر منتظری در بهمن سال ۱۳۲۷ در قم به دنیا آمد. پدرش علی منتظری، گلپایگانی و مادرش اهل خمین است. پدرش درس طلبگی خواند و منتظری تا ۶ سالگی به همراه خانواده در قم زندگی می‌کرد. بعد از آن سید حسین طباطبایی بروجردی پدر وی را به عنوان نماینده خود به آشتیان فرستاد و تا سال ۱۳۴۰ در آنجا ماندند. منتظری دوران ابتدایی را در آن شهر گذراند و پس از آن دوباره به قم بازگشت. پس از آن پدر وی مسئول دفتر سید محمدرضا گلپایگانی شد. محمدجعفر منتظری نیز به سمت تحصیل علوم دینی رفت. پدر وی از سوی گلپایگانی مأمور ایجاد حوزه‌ای در این شهر شد و محمدجعفر منتظری در همان حوزه دوران طلبگی خود را آغاز و تا سا ل ۱۳۴۶ در آنجا به تحصیل مشغول بود و در درس استادان چون: علی مشکینی، جعفر سبحانی، محمد فاضل لنکرانی و گلپایگانی شرکت کرد.

## سوابق
محمدجعفر منتظری در سال۱۳۶۰ به همکاری در تهران دعوت شد و بعد از مدتی به کمک محمد محمدی گیلانی به سمت رئیس شورای عالی قضایی که آن زمان سید عبدالکریم موسوی اردبیلی بود، معرفی شد و نخستین ابلاغ قضایی خود را در شهریورماه سال ۱۳۶۰ دریافت نمودند
منتظری تا حدود سال ۱۳۶۶ و ۱۳۶۷ که به موجب قانون، سازمان قضایی نیروهای مسلح را که ترکیبی از دادستانی نیروی مسلح، سپاه و ارتش بود، به کمک ۳ تن از دوستانش تشکیل داد. در سال ۱۳۶۸ بنا به خواست وزیر دادگستری به عنوان معاون پارلمانی این وزارتخانه انتخاب شد.
در دوره مجلس ششم به علت اختلاف‌هایی که میان منتظری و اکثریت مجلس پیش‌آمد به دعوت دادستان کل کشور؛ نمازی، معاون اول دادستان شد و بعد از آن نیز معاون دری نجف‌آبادی بود و به مدت ۴ سال در سمت معاون اول دادستان کل کشور بود. بعد از آن مشاور ریس قوه قضائیه وقت، یعنی محمود هاشمی شاهرودی شد. در آن زمان سید علی خامنه‌ای که قبل از آن نیز در زمان ریاست یزدی چنین مأموریتی را به وی داده بود، دوباره منتظری را به عنوان بازرس قوه قضاییه منصوب کرد و حدود ۹ ماه در این سمت ماند.
سید علی خامنه‌ای وی را رئیس هیئتی به نام هیئت ارتقا کرد. وظیفه وی در این سمت شناسایی آسیب‌های قوه قضائیه بود؛ کارهایی مانند شناسایی مشکلات، ضعف‌ها و راه‌های برون رفت از آن را بررسی و شناسایی می‌کرد. این کار حدود یک سال با همکاری ۴۰ قاضی طول کشید و در نهایت تیم وی یک کار جامعی را در ۳۲ فصل ارائه کرد. در کنار این مسئولیت، منتظری اکنون رئیس دادگاه ویژه روحانیت نیز هست. وی در تاریخ ۱۵ فروردین ۱۳۹۵ طی حکم صادق لاریجانی رئیس وقت قوه قضائیه به سمت دادستان کل کشور منصوب گردید.
در تاریخ ۱۲ اکتبر ۲۰۲۱ به دعوت دادستان کل ارمنستان، آرتور داوتیان برای سه روز به جمهوری ارمنستان سفر کرد.

## دیدگاه‌ها
منتظری در دی ۱۳۹۲، در مورد محمود احمدی‌نژاد چنین گفته:
در دوره گذشته [دولت دهم] قانون گریزی و قانون ستیزی وجود داشت و این موضوع باعث می‌شد وقتی مردم وضعیت را می‌دیدند به کسی اعتماد نکنند. یکی از مصیبت‌ها در دوره گذشته این بود که رئیس‌جمهور قانون را علناً زیر پا می‌گذاشت و اگر خیلی می‌خواست احترام بگذارد قانون را دور می‌زد.
مصیبت، این اخباری است که دارد گندش در می‌آید و ما آن زمان فریاد می‌زدیم که این فرد صلاحیت این پست را ندارد.
منتظری با اشاره به فساد مالی افشا شده در ترکیه گفت:
به خاطر فساد مالی افشا شده در ترکیه چند وزیر استعفا دادند. متن استعفای یکی از وزرا عجیب است، او گفته استعفا می‌دهم تا مقام قضایی مانعی برای تحقیقات در این زمینه نداشته باشد. حالا ما از یک آدم فاسد دفاع کنیم و هر چه بگویند این فرد پرونده دارد، محکومیت دارد، در جواب گفته شود که او باید بر سر کار باشد، این با آموزه‌های دینی ما سازگار نیست.

## تحریم
دولت آمریکا در آذر ۱۴۰۱ منتظری به همراه چند مقام جمهوری اسلامی را به اتهام «نقض حقوق بشر در اعتراضات ۱۴۰۱» تحریم کرد.
 وزیر امور خارجه بریتانیا در ۲۴ دی ۱۴۰۱ در رابطه با اعدام علیرضا اکبری اعلام کرد که بریتانیا محمد جعفر منتظری، دادستان کل را تحریم کرده‌است.